# Prugovo (Požarevac)
Prugovo (Servisch cyrillisch Пругово) is een plaats in de Servische gemeente Požarevac. De plaats telt 774 inwoners (2002).